# Orasemorpha eribotes
Orasemorpha eribotes är en stekelart som först beskrevs av Walker 1839.  Orasemorpha eribotes ingår i släktet Orasemorpha och familjen Eucharitidae. Inga underarter finns listade i Catalogue of Life.